# رسائل من بغداد
رسائل من بغداد (بالإنجليزية: Letters from Baghdad)‏ هو فيلم وثائقي أمريكي بريطاني فرنسي تم إنتاجه في سنة 2016. الفيلم يحكي عن قصة المستكشفة الإنجليزية جيرترود بيل، وهو من إخراج سابين كراينبول وزيفا أويلبوم. حصل الفيلم على تقييم 71 من 100 في ميتاكريتيك.

## الطاقم

### الأصوات
- تيلدا سوينتون بصوت جيرترود بيل الكبيرة
- روز ليزلي بصوت جيرترود بيل الصغيرة
- بول مكغان بصوت هنري كادوغان ابن فريدريك كادوغان
- فيليب تورينس بصوت ديك دوتي ويلي
- روبرت يان مكينزي بصوت وينستون تشرشل
- ريتشارد بو بصوت رجل النفط
- بيتر داي بصوت لورد كرومر
- إريك لوشيدر بدور لورنس العرب
- هيلين ريان بدور فلورنس بيل
- راشيل ستيرلينج بدور فيتا ساكفيل ويست
- كريستوفر فيليرز بدور ليونارد وولي
- لوسي روبنسون بدور مولي تريفليان
- إليزابيث ريدر بدور إيلسا ريتشموند
- مايكل هيغس بدور غلبرت كلايتون
- جوانا ديفيد بدور جانيت كورتني
- يورغن كالفا بدور فريدريش روزن
- توم شادبون بدور فالنتين شيرول
- سايمون تشاندلر بدور ديفيد جورج هوغارث
- أندرو هافيل بدور بيرسي كوكس
- أنتوني إيدريج بدور أرنولد ويلسون
- ميشيل أوجين بدور دوروثي فان إيس

## وصلات خارجية
- رسائل من بغداد على موقع IMDb (الإنجليزية)
- رسائل من بغداد على موقع روتن توميتوز (الإنجليزية)
- رسائل من بغداد على موقع بوكس أوفيس موجو (الإنجليزية)
- رسائل من بغداد على موقع فيلمافينيتي (الإسبانية)
- رسائل من بغداد على موقع قاعدة بيانات الفيلم (الإنجليزية)
- رسائل من بغداد على موقع ليتربوكسد (الإنجليزية)
- رسائل من بغداد على موقع كينوبويسك (الروسية)

- رسائل من بغداد على قاعدة بيانات الأفلام على الإنترنت